# Моравска галерија у Брну
Моравска галерија у Брну (чеш. Moravská galerie v Brně) је други по величини музеј уметности у Чешкој, основан 1961. спајањем две старије институције. Смештен је у пет зграда: Палата Пражак, Гувернерова палата, Музеј примењене уметности, Кућа Јурковича и Музеј Јозефа Хофмана. Од 1963. године галерија организује Међународни бијенале графичког дизајна у Брну (чеш. Mezinárodní bienále grafického designu Brno).

## Палата Пражак
Палата Пражак је седиште Моравске галерије у Брну. Зграду је пројектовао Теофил Ханзен, а изграђена је за политичара из Брна Алојза Пражака 1873–1874. У њему се налазе и сталне и повремене изложбе, као и специјалистичка библиотека и радна соба, отворена за јавност од 1883. године .

## Гувернерова палата
На овом месту је средином 14. века подигнут августински манастир, али га је Мориц Грим средином 18. века у великој мери обновио у барокном стилу. Након реформи које је увео цар Јозеф II Хабзбуршки, зграда је претворена у централне канцеларије за локалну управу и гувернерску управу, и на тај начин је коришћена до Првог светског рата.  У Гувернеровој палати се данас налази стална изложба уметности од готичког периода до 19. века и барокна сала са 150 места. 

## Музеј примењене уметности
Ова зграда је наменски изграђена 1882. године за смештај најстаријег музеја примењене уметности у Чешкој и Моравској, а проширена је шест година касније. После Другог светског рата зграда је реконструисана према плановима архитекте функционалисте Бохуслава Фуха. Пројекат рестаурације је завршен 2001. 
У музеју се налази стална поставка примењене уметности од средњег века до данас, укључујући колекције стакла, керамике, порцелана, текстила, намештаја и металних предмета, као и салу за предавања са 70 места. 

## Кућа Јурковича
Вила Јуркович у стилу сецесије изграђена је 1906. године и представља кључни сачувани пример рада Душана Јурковича у Чешкој. Налази се у улици Јана Нечасе 2, у шуми са погледом на реку Свратку у селу Жабоврески, сада општина Брно. Јурковичев дизајн инспирисан је покретом уметности и заната, комбинујући традиционални стил становања са елементима слободне и примењене уметности. Вила се састоји од рецепције у близини улаза, друштвеног простора у приземљу са изложбеном салом архитекте, радног простора на првом спрату и приватних просторија на оба спрата. 

## Музеј Јозефа Хофмана
Дом из детињства архитекте Јозефа Хофмана налази се на источној страни градског трга Бртњице, крај Височина. Зграда је настала спајањем две куће након што су оштећене у пожару 1760. године, а била је у власништву неколико генерација Хофманове породице, укључујући његовог оца који је био градоначелник града 36 година. Хофман је обновио кућу негде између 1907. и 1911. након смрти својих родитеља.
Кућа је 1945. године конфискована од стране државе, а касније је пала у власништво локалног огранка Комунистичке партије. Током овог периода кућа је пропала, а намештај је уклоњен. Након 1989. године кућа је постала општинско власништво и почели су радови на њеној рестаурацији, наручени од архитеката из Брна Хруша и Пелчака и завршени 2003. године. Кућа је власништво града Бртњице, а од 1. јануара 2006. године је под управом Моравске галерије. Музеј Јозефа Хофмана је заједнички огранак Моравске галерије и Музеја примењене уметности у Бечу.

## Галерија
- Uchopená myš, Antonio Rotta, 1878
- Јохан Георг Плацер
- Петер Паул Рубенс